# Otto E. Ravn
Otto Emil Ravn, född 30 november 1881 i Ålborg, död 18 november 1952 i Skovshoved, var en dansk assyriolog verksam vid Köpenhamns universitet.
Ravn avlade teologisk ämbetsexamen 1905 och studerade därefter assyriska både i Danmark (under Valdemar Schmidt) och utomlands. Doktorsavhandlingen Om Nominernes Bøjning i babylonisk-assyrisk (1909) blev ett standardverk om deklination i akkadiskan. Därefter arbetade Ravn en tid som gymnasielärare i engelska innan han 1923 anställdes vid Köpenhamns universitet. Han var docent fram till 1937 då han utnämndes till extra ordinarie professor.
Ravn anses vara grundare av ämnet assyriologi i Danmark. Han kallades till ledamot av Det Kongelige Danske Videnskabernes Selskab 1947.
Ravn är gravsatt på kyrkogården i Ordrup.